# Barend Biesheuvel
Barend Willem Biesheuvel (Haarlemmerliede, 5 de abril de 1920-Haarlem, 29 de abril de 2001) fue un político neerlandés. Ejerció como primer ministro de los Países Bajos entre 1971 y 1973. Fue además líder del Partido Antirrevolucionario (ARP), una formación protestante que hoy está integrada en Llamada Demócrata Cristiana (CDA).
Formado en derecho por la Universidad Libre de Ámsterdam, trabajó como funcionario antes de dar el salto a la política, siempre vinculado a postulados democristianos y conservadores. Fue secretario general de la Asociación de Granjeros y Jardineros Cristianos entre 1952 y 1959, y posteriormente ocupó la presidencia del sindicato los cuatro años siguientes. En los comicios generales de 1956 obtuvo un escaño en la Cámara de Representantes, en 1961 lo compatibilizó con su elección en el parlamento europeo, y en 1963 fue elegido presidente y candidato electoral del ARP.
Biesheuvel sirvió como vicepresidente y ministro de Agricultura entre 1963 y 1967, bajo los gobiernos democristianos de Victor Marijnen, Jo Cals y Jelle Zijlstra. Durante el mandato de Piet de Jong dejó de ocupar esas responsabilidades para liderar el grupo parlamentario, hasta que en 1971 pudo formar un gobierno de coalición con católicos, liberales y una escisión socialdemócrata. En su mandato como primer ministro enfrentó la estanflación de la economía neerlandesa, y al no tener mayoría para aprobar un plan de austeridad tuvo que convocar elecciones anticipadas en 1973. El ascenso del laborista Joop den Uyl supuso su dimisión al frente del ARP, integrado siete años más tarde en la CDA.
En sus últimos años de vida ocupó puestos en consejos de administración estatales (entre ellos, KLM) y la presidencia de varias comisiones de gobierno. Falleció a los 81 años por insuficiencia cardíaca.